# Atletismo nos Jogos da Commonwealth de 2006
O atletismo nos Jogos da Commonwealth de 2006 foi realizado em Melbourne, na Austrália, entre 19 e 25 de março. As provas de pista e campo foram disputadas no Melbourne Cricket Ground e as provas de marcha atlética e a maratona tiveram seus percursos pelas ruas da cidade australiana. Dos 53 eventos que distribuíram medalhas, seis deles foram para atletas com deficiência (EAD).

## Medalhistas
Masculino
| Evento                  | Ouro                                                                       | Prata                                                                           | Bronze                                                                      |
| 100 metros              | Asafa Powell JAM Jamaica                                                   | Olusoji Fasuba NGR Nigéria                                                      | Marc Burns TRI Trinidad e Tobago                                            |
| 100 metros EAD          | Adekunle Adesoji NGR Nigéria                                               | Hilton Langenhoven RSA África do Sul                                            | Etinosa Eriyo NGR Nigéria                                                   |
| 200 metros              | Omar Brown JAM Jamaica                                                     | Stéphan Buckland MRI Maurício                                                   | Christopher Williams JAM Jamaica                                            |
| 200 metros EAD          | Francis Heath AUS Austrália                                                | David Roos RSA África do Sul                                                    | Vitalis Lanshima NGR Nigéria                                                |
| 400 metros              | John Steffensen AUS Austrália                                              | Alleyne Francique GRN Granada                                                   | Jermaine Gonzales JAM Jamaica                                               |
| 800 metros              | Alex Kipchirchir KEN Quênia                                                | Achraf Tadili CAN Canadá                                                        | John Litei KEN Quênia                                                       |
| 1500 metros             | Nicholas Willis NZL Nova Zelândia                                          | Nathan Brannen CAN Canadá                                                       | Mark Fountain AUS Austrália                                                 |
| 5000 metros             | Augustine Choge KEN Quênia                                                 | Craig Mottram AUS Austrália                                                     | Benjamin Limo KEN Quênia                                                    |
| 10000 metros            | Boniface Toroitich Kiprop UGA Uganda                                       | Geoffrey Kipngeno KEN Quênia                                                    | Fabiano Joseph Naasi TAN Tanzânia                                           |
| 3000m com obstáculos    | Ezekiel Kemboi KEN Quênia                                                  | Wesley Kiprotich KEN Quênia                                                     | Reuben Kosgei KEN Quênia                                                    |
| 110m com barreiras      | Maurice Wignall JAM Jamaica                                                | Chris Baillie SCO Escócia                                                       | Andrew Turner ENG Inglaterra                                                |
| 400m com barreiras      | L.J. van Zyl RSA África do Sul                                             | Alwyn Myburgh RSA África do Sul                                                 | Kemel Thompson JAM Jamaica                                                  |
| Decatlo                 | Dean Macey ENG Inglaterra                                                  | Maurice Smith JAM Jamaica                                                       | Jason Dudley AUS Austrália                                                  |
| Revezamento 4x100m      | Michael Frater Ainsley Waugh Christopher Williams Asafa Powell JAM Jamaica | Lee-Roy Newton Leigh Julius Snyman Prinsloo Sherwin Vries RSA África do Sul     | Charles Allen Anson Henry Nathan Taylor Emanuel Parris CAN Canadá           |
| Revezamento 4x400m      | John Steffensen Christopher Troode Mark Ormrod Clinton Hill AUS Austrália  | Jan van der Merwe Ignitius Mogawane Paul Gorries L.J. van Zyl RSA África do Sul | Lansford Davies Davian Clarke Lansford Spence Jermaine Gonzales JAM Jamaica |
| Maratona                | Samson Ramadhani TAN Tanzânia                                              | Fred Mogaka Tumbo KEN Quênia                                                    | Dan Robinson ENG Inglaterra                                                 |
| Marcha atlética 20 km   | Nathan Deakes AUS Austrália                                                | Luke Adams AUS Austrália                                                        | Jared Tallent AUS Austrália                                                 |
| Marcha atlética 50 km   | Nathan Deakes AUS Austrália                                                | Tony Sargisson NZL Nova Zelândia                                                | Christopher Erickson AUS Austrália                                          |
| Salto com vara          | Steven Hooker AUS Austrália                                                | Dmitri Markov AUS Austrália                                                     | Steven Lewis ENG Inglaterra                                                 |
| Salto em altura         | Mark Boswell CAN Canadá                                                    | Martyn Bernard ENG Inglaterra                                                   | Kyriakos Ioannou CYP Chipre                                                 |
| Salto em distância      | Ignisious Gaisah GHA Gana                                                  | Gable Garenamotse BOT Botsuana                                                  | Fabrice Lapierre AUS Austrália                                              |
| Salto triplo            | Phillips Idowu ENG Inglaterra                                              | Khotso Mokoena RSA África do Sul                                                | Alwyn Jones AUS Austrália                                                   |
| Arremesso de peso       | Janus Robberts RSA África do Sul                                           | Dorian Scott JAM Jamaica                                                        | Scott Martin AUS Austrália                                                  |
| Lançamento de martelo   | Stuart Rendell AUS Austrália                                               | James Steacy CAN Canadá                                                         | Christiaan Harmse RSA África do Sul                                         |
| Lançamento de disco     | Scott Martin AUS Austrália                                                 | Jason Tunks CAN Canadá                                                          | Dariusz Slowick CAN Canadá                                                  |
| Lançamento de disco EAD | Tanto Campbell JAM Jamaica                                                 | Jacques Martin CAN Canadá                                                       | Ranjith Kumar Jayaseelan IND Índia                                          |
| Lançamento de dardo     | Nicholas Nieland ENG Inglaterra                                            | William Hamlyn-Harris AUS Austrália                                             | Oliver Dziubak AUS Austrália                                                |

Feminino
| Evento                | Ouro                                                                      | Prata                                                             | Bronze                                                                           |
| 100 metros            | Sheri-Ann Brooks JAM Jamaica                                              | Geraldine Pillay RSA África do Sul                                | Delphine Atangana CMR Camarões                                                   |
| 100 metros EAD        | Elizabeth McIntosh AUS Austrália                                          | Katrina Webb AUS Austrália                                        | Beverley Jones WAL País de Gales                                                 |
| 200 metros            | Sherone Simpson JAM Jamaica                                               | Veronica Campbell JAM Jamaica                                     | Geraldine Pillay RSA África do Sul                                               |
| 400 metros            | Christine Ohuruogu ENG Inglaterra                                         | Tonique Williams-Darling BAH Bahamas                              | Novlene Williams JAM Jamaica                                                     |
| 800 metros            | Janeth Jepkosgei KEN Quênia                                               | Kenia Sinclair JAM Jamaica                                        | Maria de Lurdes Mutola MOZ Moçambique                                            |
| 800 metros EAD        | Chantal Petitclerc CAN Canadá                                             | Eliza Stankovic AUS Austrália                                     | Diane Roy CAN Canadá                                                             |
| 1500 metros           | Lisa Dobriskey ENG Inglaterra                                             | Sarah Jamieson AUS Austrália                                      | Hayley Tullett WAL País de Gales                                                 |
| 5000 metros           | Isabella Ochichi KEN Quênia                                               | Joanne Pavey ENG Inglaterra                                       | Lucy Wangui KEN Quênia                                                           |
| 10000 metros          | Lucy Wangui KEN Quênia                                                    | Evelyne Wambui Nganga KEN Quênia                                  | Mara Yamauchi ENG Inglaterra                                                     |
| 3000m com obstáculos  | Dorcus Inzikuru UGA Uganda                                                | Melissa Rollison AUS Austrália                                    | Donna McFarlane AUS Austrália                                                    |
| 100m com barreiras    | Brigitte Foster-Hylton JAM Jamaica                                        | Angela Whyte CAN Canadá                                           | Delloreen Ennis-London JAM Jamaica                                               |
| 400m com barreiras    | Jana Pittman AUS Austrália                                                | Natasha Danvers ENG Inglaterra                                    | Lee McConnell SCO Escócia                                                        |
| Heptatlo              | Kelly Sotherton ENG Inglaterra                                            | Kylie Wheeler AUS Austrália                                       | Jessica Ennis ENG Inglaterra                                                     |
| Revezamento 4x100m    | Daniele Browning Sheri-Ann Brooks Peta Dowdie Sherone Simpson JAM Jamaica | Anyika Onuora Kimberly Wall Laura Turner Emma Ania ENG Inglaterra | Sally McLellan Melanie Kleeberg Lauren Hewitt Crystal Attenborough AUS Austrália |
| Revezamento 4x400m    | Jana Pittman Caitlin Willis Tamsyn Lewis Rosemary Hayward AUS Austrália   | Rajwinder Kaur Chitra Soman Manjeet Kaur Pinki Parmanik IND Índia | Kudirat Akhigbe Joy Eze Folashade Abugan Christiana Epukhon NGR Nigéria          |
| Maratona              | Kerryn McCann AUS Austrália                                               | Helen Cherono Koskei KEN Quênia                                   | Elizabeth Yelling ENG Inglaterra                                                 |
| Marcha atlética 20 km | Jane Saville AUS Austrália                                                | Natalie Saville AUS Austrália                                     | Cheryl Webb AUS Austrália                                                        |
| Salto com vara        | Kym Howe AUS Austrália                                                    | Tatiana Grigorieva AUS Austrália                                  | Stephanie McCann CAN Canadá                                                      |
| Salto em altura       | Anika Smith RSA África do Sul                                             | Julie Crane WAL País de Gales                                     | Karen Beautle AUS Austrália Angela McKee NZL Nova Zelândia                       |
| Salto em distância    | Bronwyn Thompson AUS Austrália                                            | Kerrie Taurima AUS Austrália                                      | Celine Laporte SEY Seychelles                                                    |
| Salto triplo          | Trecia Smith JAM Jamaica                                                  | Otonye Iworima NGR Nigéria                                        | Nadia Williams ENG Inglaterra                                                    |
| Arremesso de peso     | Valerie Vili NZL Nova Zelândia                                            | Vivian Chukwuemeka NGR Nigéria                                    | Cleopatra Borel-Brown TRI Trinidad e Tobago                                      |
| Arremesso de peso EAD | Njideka Iyiazi NGR Nigéria                                                | Virginia Ohagwu NGR Nigéria                                       | Asti Poole AUS Austrália                                                         |
| Lançamento de martelo | Brooke Krueger AUS Austrália                                              | Jennifer Joyce CAN Canadá                                         | Lorraine Shaw ENG Inglaterra                                                     |
| Lançamento de disco   | Elizna Naude RSA África do Sul                                            | Seema Antil IND Índia                                             | Dani Samuels AUS Austrália                                                       |
| Lançamento de dardo   | Sunette Viljoen RSA África do Sul                                         | Laverne Eve BAH Bahamas                                           | Olivia McKoy JAM Jamaica                                                         |

## Quadro de medalhas

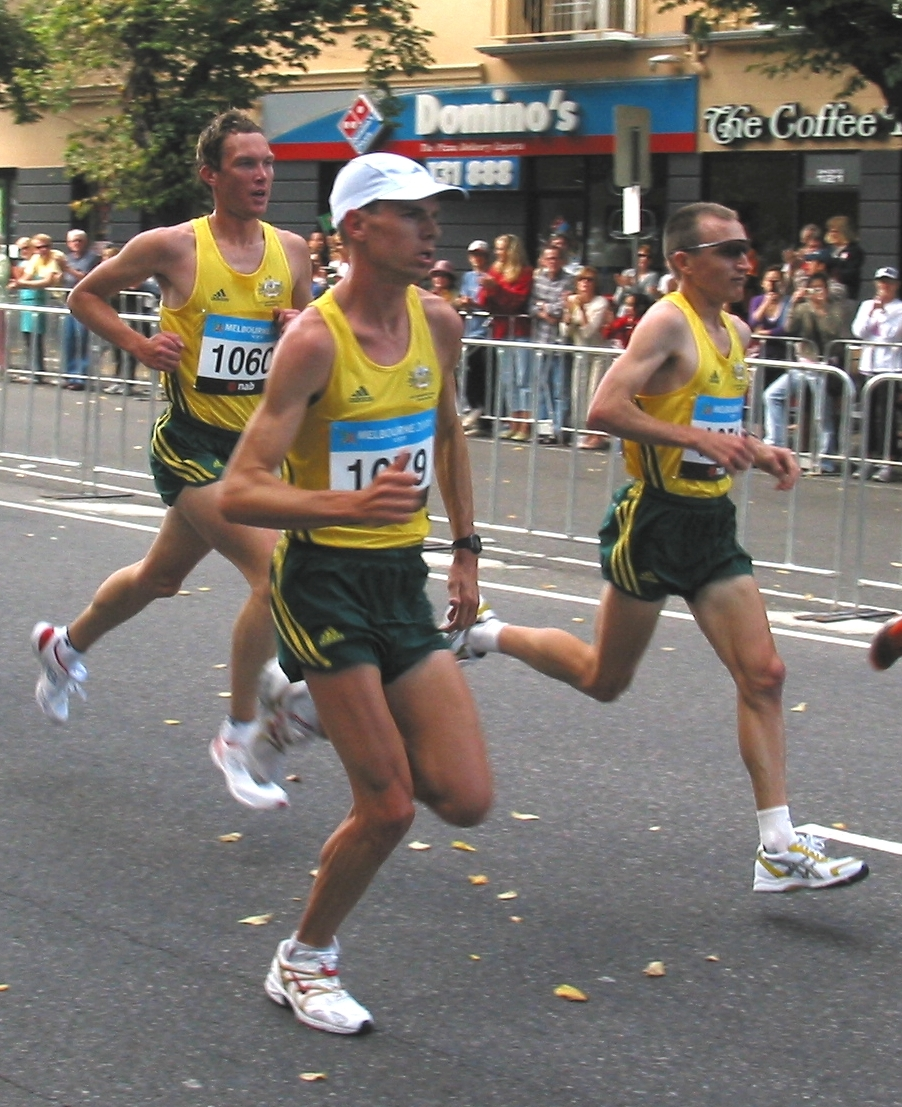
Atletas australianos durante o percurso da maratona.

Vinte e três delegações conquistaram medalhas:
| Ordem | País              | Medalha de ouro | Medalha de prata | Medalha de bronze | Total |
| ----- | ----------------- | --------------- | ---------------- | ----------------- | ----- |
| 1     | Austrália         | 16              | 12               | 13                | 41    |
| 2     | Jamaica           | 10              | 4                | 8                 | 22    |
| 3     | Quénia            | 6               | 5                | 4                 | 15    |
| 4     | Inglaterra        | 6               | 4                | 8                 | 18    |
| 5     | África do Sul     | 5               | 7                | 2                 | 14    |
| 6     | Canadá            | 2               | 7                | 4                 | 13    |
| 7     | Nigéria           | 2               | 4                | 3                 | 9     |
| 8     | Nova Zelândia     | 2               | 1                | 1                 | 4     |
| 9     | Uganda            | 2               |                  |                   | 2     |
| 10    | Tanzânia          | 1               |                  | 1                 | 2     |
| 11    | Gana              | 1               |                  |                   | 1     |
| 12    | Índia             |                 | 2                | 1                 | 3     |
| 13    | Bahamas           |                 | 2                |                   | 2     |
| 14    | País de Gales     |                 | 1                | 2                 | 3     |
| 15    | Escócia           |                 | 1                | 1                 | 2     |
| 16    | Botswana          |                 | 1                |                   | 1     |
| 16    | Granada           |                 | 1                |                   | 1     |
| 16    | Maurícia          |                 | 1                |                   | 1     |
| 19    | Trindade e Tobago |                 |                  | 2                 | 2     |
| 20    | Camarões          |                 |                  | 1                 | 1     |
| 20    | Chipre            |                 |                  | 1                 | 1     |
| 20    | Moçambique        |                 |                  | 1                 | 1     |
| 20    | Seicheles         |                 |                  | 1                 | 1     |
| TOTAL | TOTAL             | 53              | 53               | 54                | 160   |